# Sociedad Deportiva Ibiza
La Sociedad Deportiva Ibiza, meglio noto come Ibiza, è stata una società calcistica spagnola con sede nella città di Ibiza.
Fondato nel 1956, vanta otto partecipazioni alla Segunda División B, ma scomparve nel 1997 a causa di gravi problemi economici.
In seguito al fallimento, è stato fondato un altro club nella città, la SE Eivissa-Ibiza.